# Saint James, Barbados
Xã Saint James ("St. James") là một khu vực hành chính ở phía tây Barbados. St. James được biết đến với các sân chơi thể thao đa dạng và quấn hút, và ngành du lịch tắm nắng.

## Địa lý
- Saint Andrew - Đông
- Saint Peter - Bắc
- Saint Michael - Nam
- Saint Thomas - Đông nam